# Borborema (ort)
Borborema är en ort i Brasilien.   Den ligger i kommunen Borborema och delstaten São Paulo, i den södra delen av landet, 700 km söder om huvudstaden Brasília. Borborema ligger 424 meter över havet och antalet invånare är 11 758.
Terrängen runt Borborema är platt. Runt Borborema är det ganska glesbefolkat, med 26 invånare per kvadratkilometer..
Omgivningarna runt Borborema är en mosaik av jordbruksmark och naturlig växtlighet.